# Česko Slovensko má talent (1. řada)
První řada Česko Slovensko má talent měla premiéru 29. srpna 2010 a finále proběhlo 28. listopadu 2010 na stanicích Prima a TV JOJ. Vítězem se stalo akrobatické duo Dae Men, které získalo 100 tisíc euro a možnost vystoupit v Las Vegas. Pozici moderátorů obsadili Martin Rausch a Jakub Prachař, do poroty zasedli Jaro Slávik, Lucie Bílá a Jan Kraus.

## Výroba
Původně zamýšlela Česko Slovensko má talent odvysílat TV Markíza, která již dříve uvedla Slovensko má talent, společně s TV Nova, ale včas neuplatnila opci. Nakonec práva na vysílání získala TV JOJ a společně s Primou se rozhodly odvysílat federativní verzi této show. TV Nova dříve možnost získat práva na ČSMT několikrát odmítla a začala se o práva zajímat až poté, co o ně měla zájem TV Prima. Show byla dokonce nabízená také České televizi ta ale neměla zájem. Tv Nova a Markíza proto uvedly vlastní talentovou show Talentmania.

## Castingy
| Datum           | Město      | Stát      | Místo                  |
| --------------- | ---------- | --------- | ---------------------- |
| 29. května 2010 | Bratislava | Slovensko | Palace Cinemas EUROVEA |
| 6. června 2010  | Plzeň      | Česko     | Hotel Central          |
| 13. června 2010 | Brno       | Česko     | Hotel Continental      |
| 18. června 2010 | Žilina     | Slovensko | Hotel Holiday Inn      |
| 20. června 2010 | Ostrava    | Česko     | Hotel Imperial         |
| 25. června 2010 | Košice     | Slovensko | Hotel Hilton           |
| 27. června 2010 | Praha      | Česko     | Hotel Corinthia        |

| Datum                     | Město      | Stát      | Místo            |
| ------------------------- | ---------- | --------- | ---------------- |
| 5. a 6. srpna 2010        | Praha      | Česko     | Národní divadlo  |
| 10., 11. a 12. srpna 2010 | Brno       | Česko     | Mahenovo divadlo |
| 15. a 16. srpna 2010      | Bratislava | Slovensko | Národné divadlo  |

## Semifinále
Soutěžící jsou seřazeni podle pořadí vystupování v jednotlivých dílech. Celkem bylo 7 semifinálových kol po 8 soutěžících, před startem pátého semifinále bylo oznámeno, že televize přidají do zbývajících kol (tedy 5., 6. a 7. semifinále) vždy po jednom žolíku.
Do finále postupoval přímo vítěz SMS hlasování. Druhého finalistu vybrala porota, která rozhodovala o soutěžících, kteří po hlasování diváků skončili na druhém a třetím místě.
| Legenda | Červený bzučák | Hlas porotce | Vítěz hlasování diváků | Vítěz hlasování poroty | Nepostupující dle poroty | Žolík |

### Semifinále 1 (10. října)
V rámci večera vystoupila skupina Old School Brothers, vítěz Slovensko má talent.
| Pořadí | Výsledek             | Soutěžící         | Žánr/Talent            | Stát            | Rozhodnutí porotců | Rozhodnutí porotců | Rozhodnutí porotců |
| Pořadí | Výsledek             | Soutěžící         | Žánr/Talent            | Stát            | Kraus              | Bílá               | Slávik             |
| ------ | -------------------- | ----------------- | ---------------------- | --------------- | ------------------ | ------------------ | ------------------ |
| 1      | —                    | Pyroterra         | Fireshow               | Česko           |                    |                    |                    |
| 2      | —                    | Zuzana Gamboová   | Zpěv                   | Česko           |                    |                    |                    |
| 3      | Top 3 (porota proti) | Brejk Denz Bradrz | Parodie na Break dance | Česko           |                    |                    |                    |
| 4      | —                    | Lilianka Olahová  | Zpěv                   | Slovensko       |                    |                    |                    |
| 5      | —                    | Aleš Rozsíval     | Iluzionista            | Česko           |                    |                    |                    |
| 6      | 1. místo             | mako!mako         | Zpěv s beatboxem       | Česko/Slovensko |                    |                    |                    |
| 7      | —                    | Julia Maria Sakar | Zpěv                   | Švýcarsko       |                    |                    |                    |
| 8      | Top 3 (porota pro)   | Chebejet          | Akrobacie              | Česko           |                    |                    |                    |

### Semifinále 2 (17. října)
| Pořadí | Výsledek             | Soutěžící         | Žánr/Talent                   | Stát           | Rozhodnutí porotců | Rozhodnutí porotců | Rozhodnutí porotců |
| Pořadí | Výsledek             | Soutěžící         | Žánr/Talent                   | Stát           | Kraus              | Bílá               | Slávik             |
| ------ | -------------------- | ----------------- | ----------------------------- | -------------- | ------------------ | ------------------ | ------------------ |
| 1      | Top 3 (porota proti) | Beethoven DC      | Tanec                         | Česko          |                    |                    |                    |
| 2      | Top 3 (porota pro)   | Radek Bakalář     | Iluzionista/tanec s hůlkami   | Česko          |                    |                    |                    |
| 3      | —                    | Chi Chi Tornádo   | Travesty show                 | Česko          |                    |                    |                    |
| 4      | —                    | Lenka Piešová     | Zpěv                          | Slovensko      |                    |                    |                    |
| 5      | —                    | Out of Bounds     | Tanec                         | Česko/Brazílie |                    |                    |                    |
| 6      | —                    | Metal Kidz        | Hra na hudební nástroj a zpěv | Česko          |                    |                    |                    |
| 7      | —                    | Dominika Kormaňak | Tanec u tyče                  | Slovensko      |                    |                    |                    |
| 8      | 1. místo             | Marián Zázrivý    | Operní zpěv                   | Slovensko      |                    |                    |                    |

### Semifinále 3 (24. října)
| Pořadí | Výsledek             | Soutěžící        | Žánr/Talent      | Stát      | Rozhodnutí porotců | Rozhodnutí porotců | Rozhodnutí porotců |
| Pořadí | Výsledek             | Soutěžící        | Žánr/Talent      | Stát      | Kraus              | Bílá               | Slávik             |
| ------ | -------------------- | ---------------- | ---------------- | --------- | ------------------ | ------------------ | ------------------ |
| 1      | 1. místo             | The Pastels      | Tanec            | Slovensko |                    |                    |                    |
| 2      | —                    | Patrik Battya    | Zpěv             | Slovensko |                    |                    |                    |
| 3      | —                    | Sleeperz         | Jo-Jo            | Česko     |                    |                    |                    |
| 4      | —                    | Sweet Zone       | Zpěv (Punk/Rock) | Česko     |                    |                    |                    |
| 5      | —                    | Daniel Borak     | Step             | Švýcarsko |                    |                    |                    |
| 6      | —                    | Gabriel Rábek    | Břišní tanec     | Slovensko |                    |                    |                    |
| 7      | Top 3 (porota proti) | Screamers        | Travesty show    | Česko     |                    |                    |                    |
| 8      | Top 3 (porota pro)   | Dominika Hašková | Zpěv             | Česko     |                    |                    |                    |

### Semifinále 4 (31. října)
V rámci večera vystoupila skupina Nightwork s hitem „Tepláky“.
| Pořadí | Výsledek             | Soutěžící                    | Žánr/Talent      | Stát      | Rozhodnutí porotců | Rozhodnutí porotců | Rozhodnutí porotců |
| Pořadí | Výsledek             | Soutěžící                    | Žánr/Talent      | Stát      | Kraus              | Bílá               | Slávik             |
| ------ | -------------------- | ---------------------------- | ---------------- | --------- | ------------------ | ------------------ | ------------------ |
| 1      | —                    | Magdaléna Lippke             | Zpěv             | Slovensko |                    |                    |                    |
| 2      | Top 3 (porota pro)   | Křečkovi muži                | Tanec            | Česko     |                    |                    |                    |
| 3      | —                    | Anton Toráč                  | Zpěv             | Slovensko |                    |                    |                    |
| 4      | Top 3 (porota proti) | Lucie Smolíková a pes Angel  | Tanec se psem    | Česko     |                    |                    |                    |
| 5      | —                    | Zuzana Saparová a JazzBand   | Zpěv (Jazz)      | Česko     |                    |                    |                    |
| 6      | —                    | TS Salut Roma                | Tanec            | Česko     |                    |                    |                    |
| 7      | —                    | Long Vehicle Circus          | Tanec na chůdách | Česko     |                    |                    |                    |
| 8      | 1. místo             | Katarína a Zuzana Winklerové | Zpěv             | Slovensko |                    |                    |                    |

### Semifinále 5 (7. listopadu)
V pátém semifinále vystoupil slovenský rapper Rytmus.
| Pořadí | Výsledek             | Soutěžící                 | Žánr/Talent                        | Stát      | Rozhodnutí porotců | Rozhodnutí porotců | Rozhodnutí porotců |
| Pořadí | Výsledek             | Soutěžící                 | Žánr/Talent                        | Stát      | Kraus              | Bílá               | Slávik             |
| ------ | -------------------- | ------------------------- | ---------------------------------- | --------- | ------------------ | ------------------ | ------------------ |
| 1      | —                    | Eva Slaná a Lucie Klasek  | Hra na housle                      | Česko     |                    |                    |                    |
| 2      | Top 3 (porota proti) | Jakub Ressler             | Imitátor M. Jacksona               | Česko     |                    |                    |                    |
| 3      | —                    | Trampolíny Praha          | Vystoupení na trampolínách         | Česko     |                    |                    |                    |
| 4      | Top 3 (porota pro)   | Veronika Stýblová         | Zpěv                               | Česko     |                    |                    |                    |
| 5      | —                    | Železný muž Alojz Morovič | Komik/Železný muž                  | Česko     |                    |                    |                    |
| 6      | 1. místo             | Mighty Shake Zastávka     | Tanec                              | Česko     |                    |                    |                    |
| 7      | —                    | Silvayovci                | Moderní hudba na tradiční nástroje | Slovensko |                    |                    |                    |
| 8      | —                    | Pavlína Matiová           | Zpěv                               | Česko     |                    |                    |                    |
| 9      | —                    | NeoPercussio              | Hra na bubny                       | Česko     |                    |                    |                    |

### Semifinále 6 (14. listopadu)
Hvězdným hostem byla skupina Die Happy s Martou Jandovou, která předvedla rockovou coververzi „Survivor“ od Destiny's Child.
| Pořadí | Výsledek             | Soutěžící                    | Žánr/Talent          | Stát      | Rozhodnutí porotců | Rozhodnutí porotců | Rozhodnutí porotců |
| Pořadí | Výsledek             | Soutěžící                    | Žánr/Talent          | Stát      | Kraus              | Bílá               | Slávik             |
| ------ | -------------------- | ---------------------------- | -------------------- | --------- | ------------------ | ------------------ | ------------------ |
| 1      | —                    | Jarko Krigovský              | Tanec                | Slovensko |                    |                    |                    |
| 2      | Top 3 (porota pro)   | Dae Men                      | Akrobacie            | Česko     |                    |                    |                    |
| 3      | —                    | Zdeněk Kožušník              | Iluzionista          | Česko     |                    |                    |                    |
| 4      | —                    | Phantoms Crew                | Tanec                | Slovensko |                    |                    |                    |
| 5      | —                    | Kristýna Procházková         | Zpěv                 | Česko     |                    |                    |                    |
| 6      | Top 3 (porota proti) | Sabrosa                      | Zpěv a hra na kytaru | Slovensko |                    |                    |                    |
| 7      | —                    | Queenie                      | Queen revival        | Česko     |                    |                    |                    |
| 8      | —                    | Vanesa Šanková a Marek Peťko | Tanec                | Slovensko |                    |                    |                    |
| 9      | 1. místo             | NH6                          | Rap                  | Slovensko |                    |                    |                    |

### Semifinále 7 (21. listopadu)
V posledním semifinále vystoupili zpěvák Arash s Rebeccou s písní „Temptation“ a Xindl X s Olgou Lounovou s písní „Láska v housce.“
| Pořadí | Výsledek             | Soutěžící                | Žánr/Talent       | Stát      | Rozhodnutí porotců | Rozhodnutí porotců | Rozhodnutí porotců |
| Pořadí | Výsledek             | Soutěžící                | Žánr/Talent       | Stát      | Kraus              | Bílá               | Slávik             |
| ------ | -------------------- | ------------------------ | ----------------- | --------- | ------------------ | ------------------ | ------------------ |
| 1      | Top 3 (porota pro)   | Patrik Žiga              | Hra na saxofon    | Slovensko |                    |                    |                    |
| 2      | —                    | Brasil show              | Tanec             | Česko     |                    |                    |                    |
| 3      | —                    | BMX Show                 | Jízda na kolech   | Česko     |                    |                    |                    |
| 4      | —                    | Tereza Anna Mašková      | Zpěv              | Česko     |                    |                    |                    |
| 5      | —                    | Duo Aratron Aspis        | Fakírská show     | Slovensko |                    |                    |                    |
| 6      | —                    | A. J. Band               | Zpěv              | Slovensko |                    |                    |                    |
| 7      | —                    | Akademia SX              | Akrobacie         | Slovensko |                    |                    |                    |
| 8      | 1. místo             | Richard Nedvěd           | Komik/iluzionista | Česko     |                    |                    |                    |
| 9      | Top 3 (porota proti) | František Šimčík (žolík) | Tanec             | Česko     |                    |                    |                    |

## Finále (28. listopadu)
Finále proběhlo 28. listopadu 2010 a vítězem první řady se stalo akrobatické duo Dae Men. Ve finále vystoupili Lucie Bílá s písní od AC/DC „All Night Long“ a taneční skupina Old School Brothers. Ve finále byla řečena finálová trojice a posléze pouze vítěz soutěže. Druhé ani třetí místo nebylo zveřejněno, zakazuje to licence k show. Později se však dostalo na veřejnost.
| Pořadí | Umístění | Jméno                        | Žánr/Talent                 | Země            |
| ------ | -------- | ---------------------------- | --------------------------- | --------------- |
| 1      | —        | mako!mako                    | Zpěv s beatboxem            | Česko/Slovensko |
| 2      | —        | Chebejet                     | Akrobacie                   | Česko           |
| 3      | 2. místo | Marián Zázrivý               | Operní zpěv                 | Slovensko       |
| 4      | —        | Radek Bakalář                | Iluzionista/tanec s hůlkami | Česko           |
| 5      | —        | The Pastels                  | Tanec                       | Slovensko       |
| 6      | —        | Dominika Hašková             | Zpěv                        | Česko           |
| 7      | —        | Katarína a Zuzana Winklerové | Zpěv                        | Slovensko       |
| 8      | —        | Křečkovi muži                | Tanec                       | Česko           |
| 9      | —        | Mighty Shake Zastávka        | Tanec                       | Česko           |
| 10     | —        | Veronika Stýblová            | Zpěv                        | Česko           |
| 11     | —        | NH6                          | Rap                         | Slovensko       |
| 12     | 1. místo | Dae Men                      | Akrobacie                   | Česko           |
| 13     | 3. místo | Richard Nedvěd               | Komik/iluzionista           | Česko           |
| 14     | —        | Patrik Žiga                  | Hra na saxofon              | Slovensko       |

## Díly
| #  | Epizoda      | Datum premiéry     | Sledovanost Česko (15+) | Sledovanost Slovensko (12+) |
| -- | ------------ | ------------------ | ----------------------- | --------------------------- |
| 1  | Castingy 1   | 29. srpna 2010     | 1 142 000               | 598 000                     |
| 2  | Castingy 2   | 5. září 2010       | 1 041 000               | 731 000                     |
| 3  | Castingy 3   | 12. září 2010      | 1 088 000               | 771 000                     |
| 4  | Castingy 4   | 19. září 2010      | 1 117 000               | 822 000                     |
| 5  | Castingy 5   | 26. září 2010      | 1 300 000               | 853 000                     |
| 6  | Velký třesk  | 3. října 2010      | 1 114 000               | 716 000                     |
| 7  | Semifinále 1 | 10. října 2010     | 1 042 000               | 671 000                     |
| 8  | Semifinále 2 | 17. října 2010     | 998 000                 | 722 000                     |
| 9  | Semifinále 3 | 24. října 2010     | 884 000                 | 589 000                     |
| 10 | Semifinále 4 | 31. října 2010     | 804 000                 | 551 000                     |
| 11 | Semifinále 5 | 7. listopadu 2010  | 814 000                 | 571 000                     |
| 12 | Semifinále 6 | 14. listopadu 2010 | 815 000                 | 590 000                     |
| 13 | Semifinále 7 | 21. listopadu 2010 | 790 000                 | 586 000                     |
| 14 | Finále       | 28. listopadu 2010 | 1 167 000               | 734 000                     |